# José Peñarroya Peñarroya
José Peñarroya Peñarroya   (El Forcall, 1910 - Barcelona, 1975) va ser un guionista i dibuixant de còmics valencià, creador de cèlebres personatges com Don Pío, Gordito Relleno i Don Berrinche.

## Biografia
Durant la Guerra civil espanyola va ser combatent en l'exèrcit republicà. En la primera postguerra va treballar de contable a una destil·leria, va deixar aquesta feina per entrar a treballar als estudis d'animació Chamartín, on va participar en la creació de diversos curtmetratges de dibuixos animats, i tenia com a companys de feina dibuixants com Arnalot, Iranzo, Escobar, Cifre o P. Fresquet. L'any 1947 comença a col·laborar amb l'Editorial Bruguera, per a la qual crea, Don Pío (1947), Calixto (1947), un any després, crea l'afable Gordito Relleno (1948) i Atleto, El deportista, que fou el seu primer personatge esportiu, de la mateixa manera que La Agitada vida de Maria Rosa, fou la seva primera sèrie femenina. El 1948 crea per la revista El Campeón, la sèrie d'un personatge violent i sempre molt enfadat l'anomena, Don Berrinche (1948). Aquest personatge va patir múltiples entrebancs amb la censura franquista i s'anà reconvertint per adaptar-se al codi moral de l'època.
A Bruguera col·labora en diverses revistes de l'editorial, sobretot Pulgarcito i El DDT. L'any 1956 i després que l'editorial bruguera els convides a deixar la redacció de l'editorial on havia treballat un període de sis anys. Peñarroya i Conti, treballaven a la redacció en lloc de fer-ho a casa seva, i la implicació personal i sentimental era molt gran, el disgust amb l'editorial el porta a associar-se amb els també dibuixants de Bruguera Cifré, Conti, Escobar i Giner per a crear una empresa autogestionària, D.I.R., editora de la revista Tío Vivo. Atès que els drets dels seus personatges els posseeix Bruguera, Peñarroya crea noves sèries, entre les quals destaca La família Pi (1957), que té evidents similituds amb la seua Don Pío. L'empresa fracassa i tant Peñarroya com els seus companys opten per tornar a treballar per a Bruguera, després que l'editorial els compres els drets de publicació de la revista TioVivo. En la seua segona etapa en l'editorial destaquen les sèries Pepe "el hincha" (1962), fruit de la seua passió pel futbol; Pitagorín (1966), protagonitzada per un xiquet superdotat; i Rudesindo el bucanero, un tipo de cuerpo entero (1966).
José Peñarroya Peñarroya, va morir a Barcelona i fou enterrat al Cementiri de Sant Andreu (Departament II, nínxol 1723).

## Obra i personatges
Entre les principals series i trobem: Don Pio (Pulgarcito 1947), Calixto (Pulgarcito 1947 i Super Pulgarcito 1949), Gordito Relleno (Pulgarcito 1948 i Super Pulgarcito 1949), Atleto el Deportista (Pulgarcito 1948), Loquilandia (El Campeón, 1948; amb Cifre i Escobar), Don Berrinche (El Campeón, 1948 i Pulgarcito 1949), Pedrusco Brutote (El DDT i Suplemento de historietas de El DDT, 1951), Pitagorín (Pulgarcito, 1966)
A la premsa diària i a publicacions específiques publica a Don José, Tele radio, (on hi crea la secció Tele Chico on parodia les sèries i programes dels anys 1960 i els 1970), Revista Lecturas, El Noticiero Universal, Aventuras (La Prensa), Patufet.